# Carlos Cunha (piloto)
José Carlos Cunha, conhecido pelo nome de Carlos Cunha, nasceu em Novo Horizonte, em 23 de novembro de 1954. É um automobilista, apresentador de televisão, empresário, campeão brasileiro da Categoria Stock Car Light de 1998 e Recordista Mundial registrado no Livro dos Recordes (Guinness World Records).
O seu nome já foi registrado seis vezes no Livro dos Recordes, sendo duas marcas em percurso sobre duas rodas, duas em velocidade sobre duas rodas, uma em percurso sobre duas rodas com caminhão e uma em voo livre com carro.
Sua jornada começou em circunstâncias modestas, deixando sua casa aos 14 anos em busca de sua independência. Com determinação inabalável e uma paixão ardente por carros desde cedo, ele rapidamente encontrou seu caminho para o mundo automobilístico.
Iniciou sua carreira como manobrista de carros, mas sua verdadeira paixão estava nas manobras radicais e apresentações. Foi nesse ambiente que ele começou a se destacar, demonstrando uma destreza incrível e uma habilidade excepcional ao volante.
Em 1973, Carlos deu o salto para o automobilismo profissional, competindo em um Dodge 1800 pela Kaiser Motors. Sua determinação e habilidade logo chamaram a atenção, levando-o a se tornar piloto oficial da Chevrolet em 1975. Com carros como o Chevrolet Opala e o Chevrolet Chevette, ele rodou o Brasil inteiro, realizando mais de 3.000 mil shows e percorrendo mais de 3.000.000 milhões de quilômetros pelas estradas do país.
Mas Carlos não se contentava apenas em fazer apresentações; ele queria testar seus próprios limites e alcançar novos objetivos. Inspirado pelo Guinness Book of Records, ele começou a quebrar recordes mundiais, desde percorrer grandes distâncias em duas rodas até saltar com carros.
No entanto, em 1993, sua carreira foi interrompida por um terrível acidente durante um show. Uma queda no banheiro resultou em graves lesões, incluindo uma fratura na base do crânio e a perda parcial de audição e equilíbrio. Os médicos foram categóricos em suas previsões sombrias, mas Carlos se recusou a aceitar o destino que lhe foi imposto.
Após sua recuperação milagrosa, Carlos redirecionou sua energia para novos empreendimentos, incluindo a abertura de uma concessionária Chevrolet em Sumaré, dentro do próprio hospital Albert Einstein onde se recuperou. Ao longo dos anos, ele expandiu seus negócios e diversificou suas atividades, incluindo programas de televisão, campanhas educativas de trânsito e até mesmo seu próprio programa, o "Carlos Cunha Show".
Apesar dos desafios, Carlos Cunha continua sendo uma figura emblemática no mundo automobilístico, uma inspiração para muitos e um testemunho vivo de resiliência e fé. Aos 69 anos, ele mantém sua empresa no ramo automotivo, e está sempre pronto para retomar seus shows um dia.